# 李百忍
李百忍（1927年12月—1999年），号蕴威（一作蕴成），别署老汪湖人，斋名绿竹书屋，男，汉族，安徽宿县人，中国书法家，曾任中国书法家协会理事。